# Русское Урсаево
Русское Урсаево (баш. Урыҫ Урсайы) — деревня в Миякинском районе Республики Башкортостан Российской Федерации. Входит в состав Енебей-Урсаевского сельсовета. 

## География

### Географическое положение
Находится на левом берегу реки Дёмы.
Расстояние до:
- районного центра (Киргиз-Мияки): 21 км,
- центра сельсовета (Енебей-Урсаево): 4 км,
- ближайшей ж/д станции (Аксёново): 40 км.

## Население
| 2002 | 2009 | 2010 |
| ---- | ---- | ---- |
| 44   | ↘32  | ↘28  |